# Vitoslavlitsy
Vitoslavlitsy est un musée d’architecture en bois qui se situe sur le territoire du Monastère Saint-Georges de Iouriev, à 4 kilomètres de la ville de Novgorod, sur la rive sud du lac Miatchino.

## Histoire
Le nom de Vitoslavlitsy provient du village du même nom, qui a existé à cet endroit du XIIe siècle au XVIIIe siècle. Le village est connu depuis le début du XIIe siècle. Vers 1187 le village est donné par le Knèze de Novgorod Iziaslav II à son frère. En 1207 le village devient le territoire d'un monastère. Dans la première moitié du XIXe siècle, la comtesse Anna Orlova-Tchesmenskaïa s'y installe dans une résidence édifiée sur les plans de l'architecte Carlo Rossi, et qui existe toujours.